# East Khasi Hills
Der Distrikt East Khasi Hills ist ein Distrikt im indischen Bundesstaat Meghalaya. Verwaltungssitz ist die Stadt Shillong.

## Geografie
Der Distrikt East Khasi Hills liegt in der östlichen Hälfte Meghalayas an der Grenze zu Bangladesch. Die Fläche des Distrikts beträgt 2752 Quadratkilometer. Nachbardistrikte sind die Distrikte Ri-Bhoi im Norden, West Jaintia Hills im Osten, South West Khasi Hills im Südwesten und West Khasi Hills im Nordwesten. Im Süden grenzt der Distrikt an Indiens Nachbarstaat Bangladesch.

## Geschichte
Der Distrikt entstand am 28. Oktober 1976 in seiner heutigen Form bei der Teilung des damaligen Distrikts Khasi Hills in East Khasi Hills und West Khasi Hills.

## Bevölkerung
Nach der Volkszählung 2011 hat der Distrikt East Khasi Hills 825.922 Einwohner. Bei 300 Einwohnern pro Quadratkilometer ist der Distrikt sehr dicht besiedelt. Von den 825.922 Bewohnern wohnten 459.441 Personen (55,63 Prozent) in Landgemeinden und 366.481 Menschen in städtischen Gebieten.
Der Distrikt East Khasi Hills ist mehrheitlich von Angehörigen der „Stammesbevölkerung“ (scheduled tribes) besiedelt. Zu ihnen gehörten (2011) 661.158 Personen (80,05 Prozent der Distriktsbevölkerung). Zu den Dalit (scheduled castes) gehörten 2011 nur 5.642 Menschen (0,68 Prozent der Distriktsbevölkerung).

### Bevölkerungsentwicklung
Wie überall in Indien wächst die Einwohnerzahl im Distrikt East Khasi Hills seit Jahrzehnten stark an. Die indische Volkszählung 2001 ermittelte eine Einwohnerzahl von 660.923 Personen. Die Zunahme betrug in den Jahren 2001–2011 fast 25 Prozent (24,96 %). In diesen zehn Jahren nahm die Bevölkerung um beinahe 165.000 Menschen zu. Die Bevölkerungsentwicklung von 1901 bis 2011 war wie folgt:

### Bedeutende Orte
Im Distrikt East Khasi Hills gibt es mit dem Distrikthauptort Shillong und den als städtische Siedlungen gerechneten Orten Cherrapunjee, Lawsohtun, Madanriting, Mawlai, Mawpat, Nongmynsong, Nongthymmai, Nongkseh, Pynthormukhrah, Shillong Cantonment, Umlyngka und Umpling (census towns) 13 Städte.

### Bevölkerung des Distrikts nach Geschlecht
Von den 825.922 Bewohnern waren 410.749 (49,70 Prozent) männlichen und 415.173 weiblichen Geschlechts. Dies ist untypisch für Indien, wo gewöhnlich ein deutliches Mehr an Männern vorherrscht.

### Bevölkerung des Distrikts nach Sprachen
Eine deutliche Mehrheit der Gesamtbevölkerung des Distrikts East Khasi Hills spricht verschiedene Khasi–Sprachen wie Khasi, War und Pnar/Synteng. Auch das im westlichen Teil von Meghalaya dominierende Garo ist stark vertreten. Assamesisch, Bengali und Hindi sind als Zuwanderersprachen ebenso stark vertreten. Es gibt allerdings deutliche Unterschiede zwischen Stadt und Land. Auf dem Land sind Khasi− und Garosprachige mit einem Anteil von fast 94 Prozent deutlich vorherrschend. In den Städten ist die Einwohnerschaft sprachlich gemischt.
| Jahr                                   | Khasi   | Khasi | Bengali | Bengali | Nepali | Nepali | Garo   | Garo | Hindi  | Hindi | War    | War  | Assamesisch | Assamesisch | Andere Sprachen | Andere Sprachen | Total   | Total    |
| Jahr                                   | Zahl    | %     | Zahl    | %       | Zahl   | %      | Zahl   | %    | Zahl   | %     | Zahl   | %    | Zahl        | %           | Zahl            | %               | Zahl    | %        |
| -------------------------------------- | ------- | ----- | ------- | ------- | ------ | ------ | ------ | ---- | ------ | ----- | ------ | ---- | ----------- | ----------- | --------------- | --------------- | ------- | -------- |
| 2011                                   | 599,472 | 72,58 | 52.435  | 6,35    | 37.000 | 4,47   | 25.369 | 3,07 | 19.878 | 2,41  | 12.087 | 1,46 | 9810        | 1,40        | 69.871          | 8,46            | 825.922 | 100,00 % |
| Stadt                                  | 197025  | 53,76 | 42804   | 11,68   | 33403  | 9,11   | 9642   | 2,63 | 16318  | 4,45  | 544    | 0,15 | 7989        | 2,18        | 58.756          | 16,03           | 366.481 | 100,00 % |
| Land                                   | 402447  | 87,59 | 9631    | 2,10    | 3597   | 0,78   | 15727  | 3,42 | 3560   | 0,77  | 11543  | 2,51 | 1821        | 0,40        | 11.115          | 2,41            | 459.441 | 100,00 % |
| Quelle: Ergebnis der Volkszählung 2011 |         |       |         |         |        |        |        |      |        |       |        |      |             |             |                 |                 |         |          |

### Bevölkerung des Distrikts nach Bekenntnissen
In den letzten 100 Jahren ist eine Mehrheit der einheimischen Bevölkerung zum Christentum übergetreten. Dennoch sind viele Bewohner – vor allem auf dem Land – ihren traditionellen Religionen treu geblieben. Es gibt enorme Unterschiede zwischen Stadt und Land. Auf dem Land sind mehr als 93 Prozent der Bewohner entweder Christen oder Anhänger ihrer traditionellen Religion. Hinzu kommt eine bedeutende Anzahl Hindus. In den Städten sind die Verhältnisse andersherum: Eine Mehrheit sind Christen. Daneben gibt es viele Hindus und Muslime. Der Anteil der Anhänger der traditionellen Religion ist deutlich tiefer als auf dem Land. Die genaue religiöse Zusammensetzung der Bevölkerung zeigt folgende Tabelle:
| Jahr                                   | Buddhisten | Buddhisten | Christen | Christen | Hindus  | Hindus | Jainas | Jainas | Muslime | Muslime | Sikhs | Sikhs | Andere  | Andere | keine Angaben | keine Angaben | Total   | Total    |
| Jahr                                   | Zahl       | %          | Zahl     | %        | Zahl    | %      | Zahl   | %      | Zahl    | %       | Zahl  | %     | Zahl    | %      | Zahl          | %             | Zahl    | %        |
| -------------------------------------- | ---------- | ---------- | -------- | -------- | ------- | ------ | ------ | ------ | ------- | ------- | ----- | ----- | ------- | ------ | ------------- | ------------- | ------- | -------- |
| 2011                                   | 3111       | 0,38       | 543.394  | 65,79    | 144.935 | 17,55  | 303    | 0,04   | 14.185  | 1,72    | 2495  | 0,30  | 115.597 | 13,99  | 1902          | 0,23          | 825.922 | 100,00 % |
| Stadt                                  | 2764       | 0,75       | 214.372  | 58,49    | 117.992 | 32,20  | 285    | 0,08   | 11.828  | 3,22    | 2337  | 0,64  | 16.326  | 4,45   | 577           | 0,16          | 366.481 | 100,00 % |
| Land                                   | 347        | 0,08       | 329.022  | 71,61    | 26,943  | 5,86   | 18     | 0,00   | 2357    | 0,51    | 158   | 0,03  | 99.271  | 21,61  | 1325          | 0,29          | 459.441 | 100,00 % |
| Quelle: Ergebnis der Volkszählung 2011 |            |            |          |          |         |        |        |        |         |         |       |       |         |        |               |               |         |          |

## Bildung
Das Ziel der vollständigen Alphabetisierung ist noch nicht erreicht. Von den 686.867 Personen in einem Alter von sieben Jahren und mehr können 578.030 (84,15 Prozent) lesen und schreiben. Doch gibt es bei der Alphabetisierung ein Stadt-/Landgefälle. Während von der männlichen Bevölkerung 84,51 Prozent lesen und schreiben können, sind es unter der weiblichen Bevölkerung 83,81 Prozent. Für indische Verhältnisse ungewöhnlich sind der geringe Unterschied zwischen den Geschlechtern und die Tatsache, dass auf dem Land Frauen besser alphabetisiert sind. Einen Überblick über die Verhältnisse gibt folgende Tabelle:
| Alphabetisierung im Distrikt East Khasi Hills |                   |                   |
| Einheit                                       | Volkszählung 2011 | Volkszählung 2011 |
| Einheit                                       | Anzahl            | Anteil            |
| GESAMT                                        | 578.030           | 84,15 %           |
| Männer                                        | 287.270           | 84,51 %           |
| Frauen                                        | 290.760           | 83,81 %           |
| STADT GESAMT                                  | 295.022           | 91,41 %           |
| Stadt-Männer                                  | 149.025           | 93,28 %           |
| Stadt-Frauen                                  | 145.997           | 89,58 %           |
| LAND GESAMT                                   | 283.008           | 77,73 %           |
| Land-Männer                                   | 138.245           | 76,73 %           |
| Land-Frauen                                   | 144.763           | 78,70 %           |
| Quelle: Ergebnis der Volkszählung 2011        |                   |                   |

## Verwaltung
Der Distrikt hat mit Sohra und Pynsursla zwei Sub-Divisions, die mit Khatarshnong–Laitkroh, Mawkynrew, Mawphlang, Mawryngkneng, Mawsynram, Mylliem, Pynsursla und Shella–Bholaghanj wiederum in acht Community Development Blocks (C.D. Blocks; Unterbezirke) aufgeteilt sind.